# Caseolus calvus
Caseolus calvus es una especie de molusco gasterópodo terrestre de la familia Hygromiidae en el orden de los Stylommatophora.

## Distribución geográfica
Es endémica de Madeira.

## Subespecies
- C. calvus calvus (R. T. Lowe, 1831)
- C. calvus galeatus (R. T. Lowe, 1862)[2]

## Estado de conservación
Se encuentra amenazada de extinción por la pérdida de su hábitat natural.